# سام برامهام
سام جولیان برامهام (انگلیسی: Sam Julian Bramham؛ زادهٔ ۲۳ مهٔ ۱۹۸۸)، دارای نشان استرالیا، شناگر پارالمپیک اهل استرالیا است. او در رقابت‌های ۲۰۰۴ و پارالمپیک تابستانی ۲۰۰۸ شرکت کرد.
وی در مسابقات کشوری و بین‌المللی در مجموع برندهٔ ۲ مدال طلا، ۲ مدال نقره، ۱ مدال برنز شده‌است.